# Reptantia
Reptantia é uma antiga subordem de crustáceos decápodes que incluía as lagostas sensu lato, os caranguejos e, em geral, os outros decápodes demersais, capazes de andar com as suas patas, ao contrário dos camarões que eram agrupados na subordem Natantia.
Em 1963, foram propostas (e são geralmente aceites) duas outras subordens, Dendrobranchiata e Pleocyemata, divididas de acordo com a estrutura das brânquias e restantes apêndices e com a forma de desenvolvimento larvar. Na subordem Dendrobranchiata, são incluídos os camarões com brânquias ramificadas e que não incubam os ovos (infraordens Penaeoidea e Sergestoidea) e na Pleocyemata, os restantes camarões (infraordens Caridea e Stenopodidea), lagostas, caranguejos e restantes decápodes.